# Léon Millot

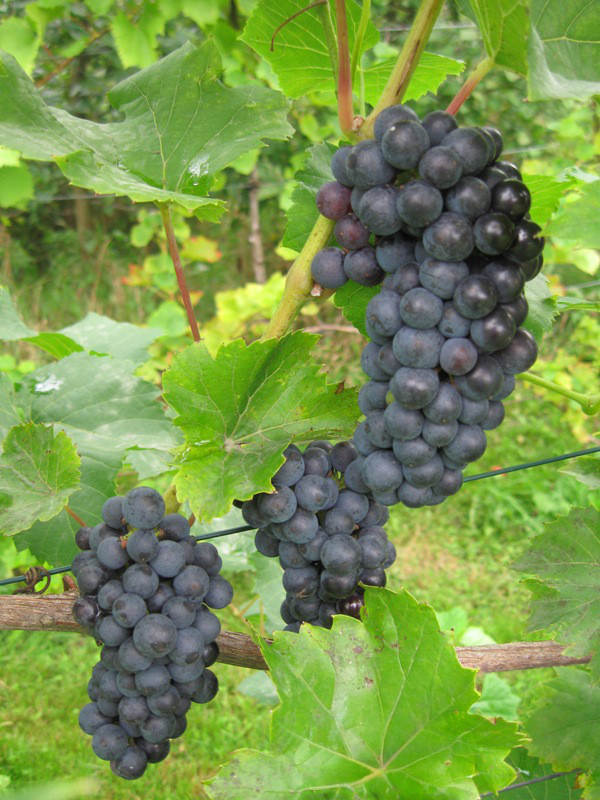
Rotweinsorte Léon Millot

Léon Millot ist eine 1911 im Oberlin-Institut in Colmar, Elsass durch den französischen Züchter Eugène Kuhlmann (1858-1932) gezüchtete Rotweinsorte. Sie ist eine Kreuzung zwischen (Vitis riparia x Vitis rupestris) x Goldriesling.
Léon Millot ist früh reif, mit hoher Pilzresistenz gegen den Echten und Falschen Mehltau sowie auch gegen Botrytis cinerea. Somit kann weitgehend auf Pflanzenschutzmittel verzichtet werden. Diese Sorte ist wegen der frühen Reife speziell für kühlere Gegenden geeignet. Je nach Ausbau entsteht ein kräftiger Wein mit leichtem Fox-Ton.
Neben der Schweiz (Rebfläche ca. 11 Hektar, Stand 2007, Quelle: Office fédéral de l'agriculture OFAG), wird sie im Elsass und in Kanada kultiviert. Da sie eine Hybridrebe ist, wurde der Anbau in Deutschland in den 1930er Jahren verboten und darf nur im Versuchsanbau angebaut werden. In den 1960er Jahren wurden im Weinbaugebiet Ahr positiv bewertete Versuche durchgeführt. An der Ahr wurde die Rebsorte mit dem Synonym Frühe Schwarze belegt. Gemäß einem Dekret vom 18. April 2008 gehört die Rebsorte wieder zu den offiziell zugelassenen Rebsorten für den gewerblichen Anbau, da im Erbgut der Pflanze Anteile der Edelrebe Vitis vinifera enthalten sind.
Die Rebsorten Léon Millot, Lucie Kuhlmann und Maréchal Foch sind aus derselben Kreuzung hervorgegangen und sind demnach verwandt.
Die Rebsorte wurde nach dem Winzer und Baumschulgärtner Léon Millot benannt.
Siehe auch die Artikel Weinbau in Frankreich, Weinbau in der Schweiz und Weinbau in Kanada sowie die Liste von Rebsorten.
Synonym: Frühe Schwarze, Kuhlmann 194-2, Millot
Abstammung: M.G.t 101-14 (Vitis riparia x Vitis rupestris) x Goldriesling. M.G.t 101-14 steht für Millardet et Grasset 101-14, die im Jahr 1882 von Pierre-Marie Alexis Millardet und Charles de Grasset gekreuzt wurde.